# Johann Neudörffer der Ältere

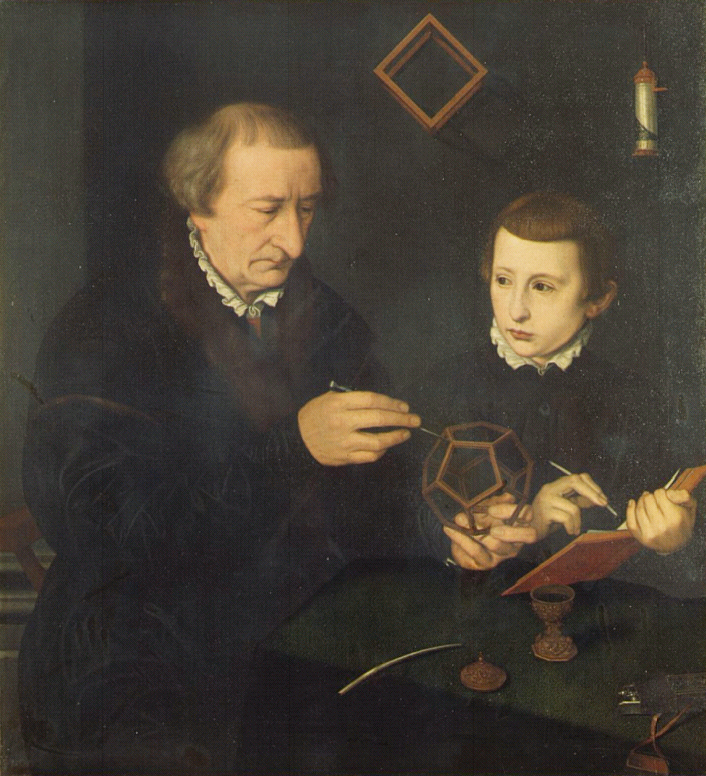
Bildnis des Nürnberger Schreibmeisters Johann Neudörffer und eines Schülers, von Nicolas Neufchâtel, Nürnberg um 1561

Johann Neudörffer der Ältere (* 16. März 1497 in Nürnberg; † 12. November 1563 ebenda) war ein deutscher Schreib- und Rechenmeister in Nürnberg.
Neudörffer war der bedeutendste und einflussreichste Schriftmeister (zeitgenössisch: „Modist“) seiner Zeit. Als solcher hatte er einen entscheidenden Anteil an der Entstehung der deutschen Frakturschrift und übte als Verfasser grundlegender Lehrbücher einen starken kunstpädagogischen Einfluss auf Schüler aus dem gesamten deutschen Sprachgebiet aus. Die hohe Wertschätzung, die Neudörffer bereits zu Lebzeiten genoss, spiegelt sich unter anderem in der Tatsache wider, dass er von Albrecht Dürer beauftragt wurde, die Texte auf dessen Apostel-Bildern zu schreiben.

## Leben und Werk
Neudörffer war der Sohn des Nürnberger Kürschners Stephan Neudörffer, eines im Rahmen seiner Geschäfte weitgereisten Mannes. Als seine Lehrer im Schreiben und Rechnen gibt er selbst Caspar Schmidt, den Schwiegervater und späteren Testamentsvollstrecker des berühmten Bildschnitzers Veit Stoß, sowie den Kanzleischreiber Paulus Vischer an.
Mit seinem Buch Fundament … seinen schülern zu einer unterweysung gemacht veröffentlichte Neudörffer bereits als Zweiundzwanzigjähriger das erste Schreibmusterbuch nördlich der Alpen. Dieses kurze und heute nur noch in wenigen Exemplaren überlieferte Werk besteht aus vier einseitig mit Holzschnitten bedruckten hochformatigen Folioblättern, auf denen Neudörffer anhand verschiedener Textbeispiele in das Schreiben von Kurrent- und Frakturschriften einführt. Mit diesem Musterbuch schuf Neudörffer die Grundlage für die bis ins 19. Jahrhundert vorherrschende deutsche Druckschrift, die Fraktur, und trug gleichzeitig zur Entwicklung der deutschen Schreibschrift bei.

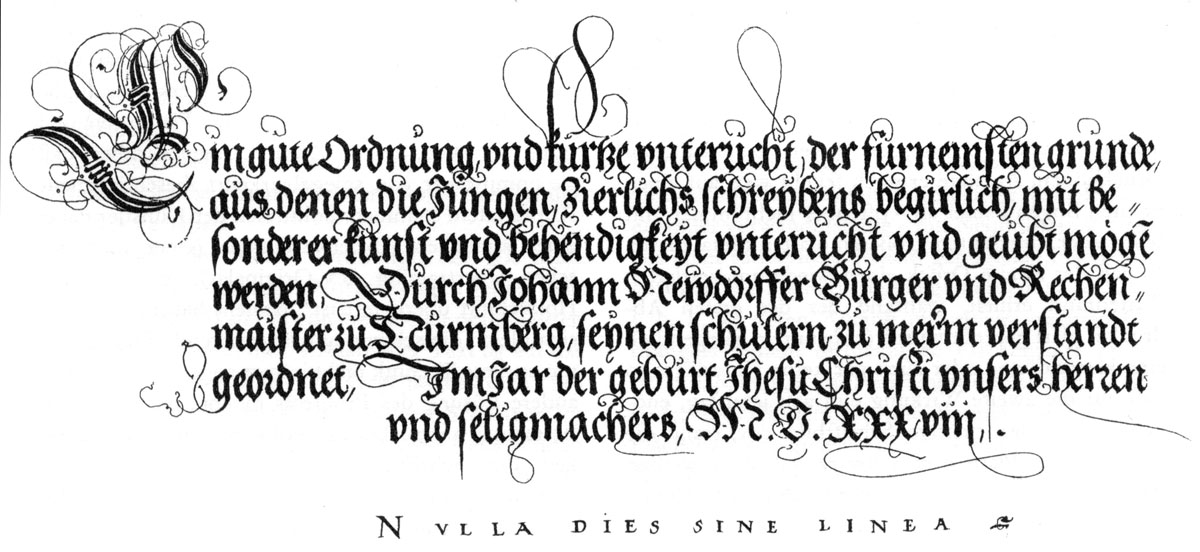
Das Titelblatt von Neudörffers 1538 erschienenem Hauptwerk

1538 erschien Neudörffers Hauptwerk Gute ordnung und kurzer Unterricht … Zierlichs schreybens. Die darin enthaltenen Beispiele entstammen der praktischen  Unterrichtstätigkeit Neudörffers, der in seinem Haus ein Internat für auswärtige Schüler eingerichtet hatte. Das Buch beginnt mit Federübungen, denen Neudörffer großen Wert vor der Einübung erster Buchstaben beimisst: Wann man nun mit rechter ordnung handeln wolt, so mest man einen leer Junngen mit ubunng diser linien unnd flechzügen, ehe dann er ainischen Buchstabenn machenn lernnete, wol abrichten und leufftig machen. Im Gegensatz zu den Büchern anderer Schreibmeister ist der erklärende Text bei Neudörffer auf das Nötigste beschränkt; stattdessen steht die praktische Übung im Vordergrund. Dies gilt auch für die sogenannten „Zerthailungen“, mit denen Neudörffer die genetische Entwicklung der Schrift demonstriert und sie gleichzeitig zur praktischen, handwerklichen Übung macht. Werner Doede bewertet dies als „eine echt künstlerische Pädagogik, welche die zu Bildenden vermittels des Selber-bilden-lernens ins Bild setzen, sie zu ›Gebildeten‹ erziehen will“. Neben einer als Manuskript für die radierten Kupfertafeln des Bandes dienenden Handschrift auf Pergament (heute in der Stadtbibliothek Nürnberg als Hert. Mss. 23b) sind nur noch wenige von Neudörffer selbst hergestellte Drucke erhalten. Diese schwanken in ihrem Umfang, da Neudörffer die Exemplare nach Bedarf druckte und ihren Inhalt immer wieder anpasste und veränderte.
1544 veröffentlichte Neudörffer ein dünnes Heft im Quartformat mit dem Titel Anweisung und eigentlicher Bericht, wie man einen jeden Kiel zum Schreiben erwählen, bereiten, teilen, schneiden und temperieren soll und 1549 das Buch Gesprächbüchlein zweier Schüler, wie einer den andern im zierlichen Schreiben unterweist. Letzteres war zunächst für den Unterricht seiner Söhne bestimmt, wurde dann aber auf Bitten von Neudörffers Schwager Johann Petrejus, einem Buchdrucker, veröffentlicht. Neudörffers im Oktober 1547 – angeblich innerhalb von acht Tagen „bei der Nachtzeit“ – entstandenes Buch Nachrichten von den vornehmsten Künstlern und Werkleuten, so innerhalb hundert Jahren in Nürnberg gelebt haben enthält Informationen zu 79 Nürnberger Bürgern und ist nicht nur für die Stadtgeschichte Nürnbergs, sondern darüber hinaus auch für die Kunstgeschichte von großer Bedeutung. Auch dieses Werk war von Neudörffer nicht für den Druck bestimmt und erschien erst 1822 in den Beiträgen zur Kunst- und Litteraturgeschichte Joseph Hellers und sechs Jahre später in einer von Friedrich Kampe herausgegebenen Ausgabe.
In seinem letzten Lebensabschnitt beschäftigte Neudörffer sich – basierend auf einer Ausbildung bei dem Kartographen Erhard Etzlaub zum Rechenmeister – verstärkt mit Fragen der Arithmetik und Geometrie. Es ist nur eine mathematische Handschrift Neudörffers bekannt, die Aigentliche verzaichnus; sie enthält 192 Textaufgaben und wurde in den Jahren 1552 und 1553 geschrieben. Die Behauptung, das 1598 von seinem Schüler Caspar Schleupner veröffentlichte Rechenbuch Rechenbüchlein Auff der Linien. Gesprech weis gestellt (VD 16 S 2993) sei nach einem Manuskript Neudörffers gedruckt worden, ist nicht belegbar.
Familie
Neudörffer war zweimal verheiratet. Zunächst seit 1519 mit Magdalena, der Witwe des 1518 verstorbenen Meistersingers Hans Schellenmann, und seit 18. April 1542 mit Katharina Nathan aus Augsburg († 26. Dezember 1568), der Witwe des Goldschmieds Hans Sidelmann († 11. August 1541). Nach seinem Tod im Alter von 66 Jahren wurde er auf dem Nürnberger Johannisfriedhof beigesetzt. Von seinen Söhnen trat Johann Neudörffer der Jüngere sein Erbe als Schriftmeister an, reichte aber nicht an die Leistungen seines Vaters heran. Der Sohn Stephan wurde Jurist in Speyer, der Sohn Gabriel Vogt in Wain. Von Neudörffers Enkeln war Anton Neudörffer ein bedeutender Schreib- und Rechenmeister.
Bedeutende Schüler
- Wolff Hobel, Rechenmeister in Schweinfurt[10]
- Simon Jacob, Rechenmeister in Frankfurt am Main
- Johann Jung, Rechenmeister in Lübeck
- Hieronymus Köler der Ältere, Richter in Nürnberg[11]
- Caspar Schleupner, Rechenmeister in Breslau
- Johann Weber, Rechenmeister in Erfurt

Ehrungen
Die Johann-Neudörffer-Straße in Bremen-Oberneuland wurde 2000 nach ihm benannt.

## Werke
- Johann Neudörffer: Ein gute Ordnung und kurtze unterricht der fürnemsten grunde aus denen die Jungen zierlichs schreybens begirlich mit besonderer kunst und behendigkeit unterricht und geubt mogen werden. Nürnberg 1555 (Digitalisat).
- Johann Neudörffer der Ältere, Simon Jacob (von Coburg), Peter Christian, Johann Weber (von Steinach), Stephan Brechtel, Johann Heer: Praescripta calligraphica: Briefe. Nürnberg / Frankfurt am Main / Köln / Erfurt Mitte 16. Jh. bis Anfang 17. Jh., Universitätsbibliothek Giessen, Hs 156.
- Johann Neudörffer der Ältere: Rechenbuch: Aigentliche Verzaichnus der vir Species in gannzen Zalenn sampt Irenn probenn Durch Johann Newdorffer geordnet. Nürnberg 1552–1553, Universitätsbibliothek Giessen, Hs 600.

### Editionen
- Rudolf Haller, Alfred Holl: Johann Neudörffers Rechenbuch „Aigentliche verzaichnus“. Ein Autograph (= Der Rechenmeister, Heft 26). Adam-Ries-Bund, Annaberg-Buchholz 2023, ISBN 978-3-944217-51-2 (Gießen UB, Hs. 600).
- Johann Neudörffer, Andreas Gulden: Des Johann Neudörfer, Schreib- und Rechenmeisters zu Nürnberg, Nachrichten von Künstlern und Werkleuten daselbst aus dem Jahre 1547, nebst der Fortsetzung des Andreas Gulden. Nach den Handschriften und mit Anmerkungen hrsg. von Georg Wolfgang Karl Lochner. Braumüller, Wien 1875 (online); Neudruck Zeller, Osnabrück 1970.

### Darstellungen
- Rudolf Bergau: Neudörfer, Johann. In: Allgemeine Deutsche Biographie (ADB). Band 23, Duncker & Humblot, Leipzig 1886, S. 481–484.
- Werner Doede: Schön schreiben, eine Kunst. Johann Neudörffer und seine Schule im 16. und 17. Jahrhundert. München 1957.
- Rudolf Endres: Neudörf(f)er, Johann d. Ä.. In: Neue Deutsche Biographie (NDB). Band 19, Duncker & Humblot, Berlin 1999, ISBN 3-428-00200-8, S. 106 (Digitalisat).
- Rudolf Haller: Johann Neudörffer und die Buchhaltung. In: Rainer Gebhardt (Hg.): Arithmetik, Geometrie und Algebra der frühen Neuzeit (= Schriften des Adam-Ries-Bundes, Bd. 23). Adam-Ries-Bund, Annaberg-Buchholz 2014, S. 367–374.
- Rudolf Haller, Alfred Holl (Hg.), Yvonne Stry, Alexander Groß: Anton Neudörffer (Nürnberg 1571–1628 Regensburg) und seine „Grosse Arithmetic“ (= Regensburger Studien zur Literatur und Kultur des Mittelalters, Bd. 5). LIT-Verlag, Berlin/Münster 2020, ISBN 978-3-643-14770-7.
- Rudolf Haller, Alfred Holl: Simon Jacobs Briefsammlung. Briefe von Johann Neudörffer und anderen Rechenmeistern mit postumen Ergänzungen und kalligraphischen Übungen (= Der Rechenmeister, Heft 25). Adam-Ries-Bund, Annaberg-Buchholz 2023, ISBN 978-3-944217-50-5 (Praescripta calligraphica – Gießen UB, Hs. 156).
- Rudolf Haller, Alfred Holl: Die Nürnberger Rechenmeisterfehde von 1550 und Wolff Michels „Tractetlein“ von 1558 (= Der Rechenmeister, Heft 28). Adam-Ries-Bund, Annaberg-Buchholz 2024, ISBN 978-3-944217-56-7 (Stadtbibliothek Nürnberg, Nor. H 323).
- Adolf Jäger: Stellung und Tätigkeit der Schreib- und Rechenmeister (Modisten) in Nürnberg im ausgehenden Mittelalter und zur Zeit der Renaissance (Dissertation). Typoskript, Erlangen 1925.
- Albert Kapr: Johann Neudörffer der Ältere, ein großer Schreibmeister der Deutschen Renaissance. Leipzig 1956.
- Wolfgang Kaunzner: Johann Neudörffer der Ältere aus Nürnberg. Kalligraph und einflußreicher Mathematiker. In: Hartmut Roloff, Manfred Weidauer (Hg.): Wege zu Adam Ries. Tagung zur Geschichte der Mathematik. Erfurt 2002 / Augsburg 2004, ISBN 3-936905-01-0, S. 163–234.
- Winfried Leist: Johann Neudörffer d. Ä., Rechenmeister in Nürnberg, und sein Freundeskreis. Ein Kapitel deutscher Bildungsgeschichte im 16. Jahrhundert. In: Dieter Erlinger, Winfried Leist (Hg.): Medien und Bildung (= Siegener Studien, Band 44). Die Blaue Eule, Essen 1989, S. 105–121.
- Oliver Linke, Christine Sauer: Zierlich schreiben. Der Schreibmeister Johann Neudörffer d.Ä. und seine Nachfolger in Nürnberg. Stadtbibliothek, Nürnberg 2007, ISBN 978-3-9808474-6-9.